# Elezioni parlamentari in Nagorno Karabakh
Le elezioni parlamentari in Nagorno Karabakh (dal 2017 al 2024 repubblica di Artsakh) si tenevano a partire dalla costituzione de facto della repubblica nel 1991 per il rinnovo dei 33 seggi dell'Assemblea nazionale.
Ad eccezione della seconda consultazione, la cadenza di tali appuntamenti era quinquennale, così come stabilito dalla Costituzione dello Stato.

## Lista delle elezioni parlamentari
- Elezioni del 1991
- Elezioni del 1995
- Elezioni del 2000
- Elezioni del 2005
- Elezioni del 2010
- Elezioni del 2015
- Elezioni del 2020